# Pedicularis atra
Pedicularis atra är en snyltrotsväxtart som beskrevs av Bonati. Pedicularis atra ingår i släktet spiror, och familjen snyltrotsväxter. Inga underarter finns listade i Catalogue of Life.